# Ex ospedale psichiatrico Sant'Artemio
Il Sant'Artemio è il complesso edilizio che, nel corso del Novecento fino alla riforma psichiatrica sancita dalla legge Basaglia, è stato la sede dell'Ospedale Psichiatrico Provinciale di Treviso, e che dal 2007, dopo un importante intervento di riqualificazione, ospita i locali e gli uffici dell'ente Provincia di Treviso.

## Origini del progetto

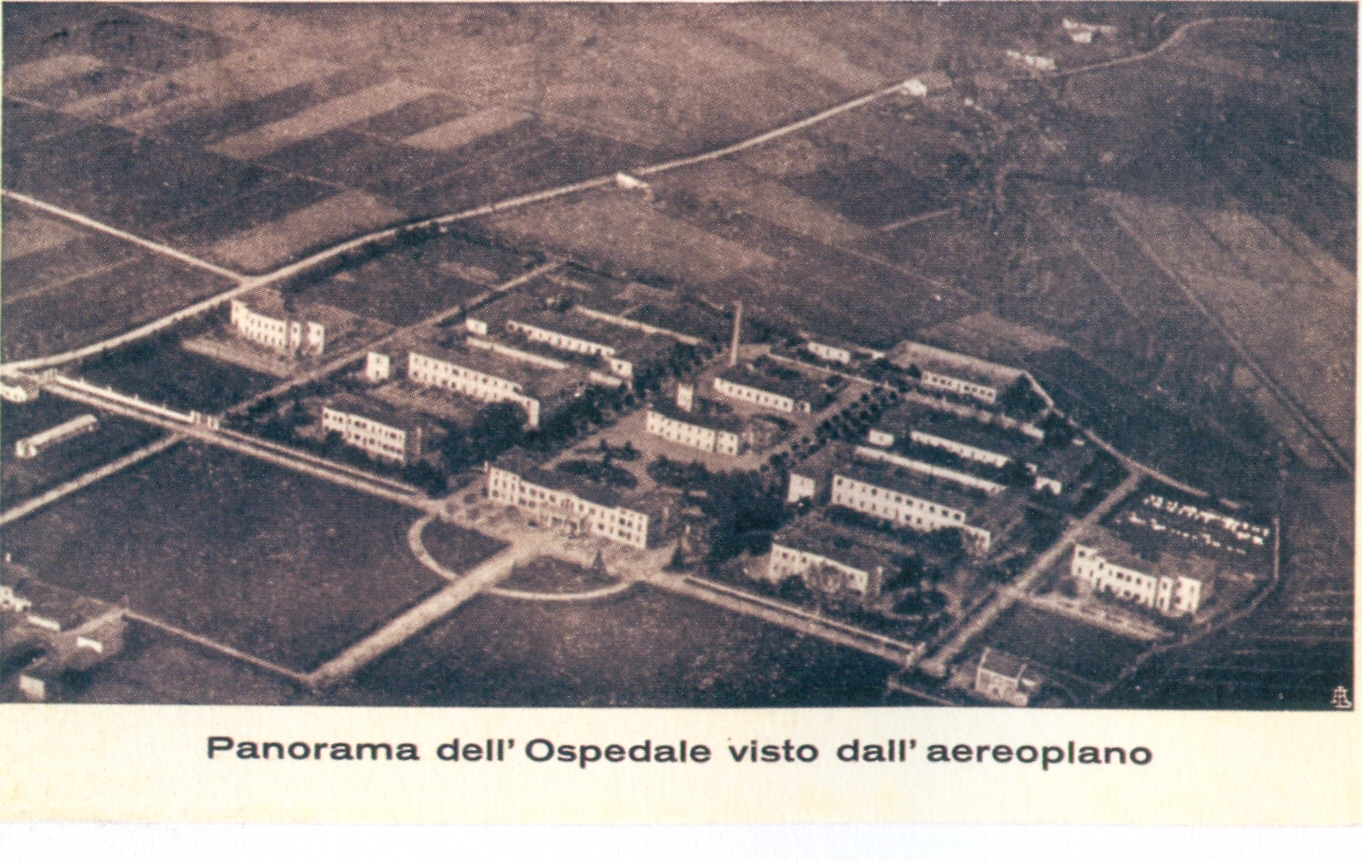
Veduta aerea del Sant'Artemio (Cartolina di proprietà di Francesco Turchetto)

Nel corso dei secoli il modo di concepire la follia e di trattare terapeuticamente i malati mentali si è molto trasformato. Nella seconda metà dell'Ottocento, come si sa, si arriva a quello che è stato definito "il grande internamento manicomiale" che costituisce "la risposta moderna della società borghese […] nei confronti della follia e degli elementi di incertezza e di turbamento che essa apporta ad una ordinata e prevedibile gestione dei rapporti sociali". Come in tutto il mondo occidentale, anche a Treviso quindi si comincia a sentire, in questo periodo, il bisogno di intervenire per far fronte alle problematiche poste dalla malattia mentale: i malati, a quel tempo, venivano concentrati in cinque Case di salute che avevano sede a Montebelluna, Crespano, Oderzo, Valdobbiadene e Serravalle (oggi quartiere nord di Vittorio Veneto). 
In queste case di salute erano ricoverati pazienti con le più eterogenee patologie. Verso la fine dell'Ottocento, però, ci fu un forte aumento dei ricoveri a causa dell'epidemia di pellagra – malattia che nella fase finale conduce alla follia – che allora stava flagellando il Veneto. Un'inchiesta promossa nel 1879 dalla Direzione dell'Agricoltura evidenziò, per il Veneto, 29.836 casi di pellagra su una popolazione agricola di 977.346 persone. "Il nesso tra pellagra e pazzia è testimoniato dal fatto che dei 663 maniaci ricoverati presso Case di salute e Istituti della provincia di Treviso, ben 310 risultano affetti dalla pellagra". Ancora "nel 1885 gli Ospedali del Veneto [ricoverarono] 954 maschi e 707 femmine affetti da pazzia pellagrosa". Ciò fu la causa di un sovraffollamento che il personale non riusciva a gestire: il problema nasceva soprattutto dal fatto che negli istituti erano ricoverati insieme malati più gravi ed agitati ed alienati cronici non pericolosi; per questo motivo si pensò di trasferire i malati più gravi nei manicomi di Venezia.
A Venezia, però, si era preoccupati perché il numero dei malati era in continuo aumento e le strutture non riuscivano a contenerli.
Fu creata, allora, nel novembre del 1901, una commissione di consiglieri provinciali veneziani, guidata dal direttore dell'ospedale psichiatrico di Padova, professor Belmondo, la quale fu incaricata di condurre un'ispezione nelle strutture psichiatriche venete e nei due manicomi veneziani – il San Clemente (femminile) e il San Servolo  (maschile) – per stabilire quali ampliamenti erano necessari. Ora, "incaricata di svolgere riscontri squisitamente edilizi, la commissione invece [ritenne] proprio dovere interessarsi anche del modo in cui i malati venivano trattati". Ovunque furono rilevati gravi deficienze nell'assistenza sanitaria e nelle condizioni igieniche ed eccessivo affollamento. Il culmine degli orrori fu trovato al San Servolo, dove gli infermieri erano manifestamente poco adatti alle esigenze del loro ruolo sanitario e avevano una cinica attitudine di carcerieri: i malati erano incatenati "colle catene e coi ceppi e le balze di ferro alle mani e ai piedi, sulle nude carni contuse, intormentite e sanguinose" e tenuti in condizioni di prigionieri.
Lo scandalo dei manicomi ebbe un effetto di ampia portata a causa di alcuni articoli apparsi sui giornali a partire dal quotidiano di Venezia L'Adriatico nel quale vennero pubblicati alcuni brani della relazione del professor Belmondo.
Tornò sul caso il Corriere della Sera il 2 dicembre 1902, pubblicando un'intervista al direttore del San Servolo, padre Minoretti, nella quale si sollevava la questione dell'uso di quelle coercizioni da Medioevo nel manicomio da lui amministrato. In seguito, sempre sul Corriere della Sera apparve in prima pagina un articolo in cui lo scienziato e divulgatore vicentino Paolo Lioy definiva i manicomi “Case del dolore” a causa degli obbrobri che si consumavano in quei luoghi e sollevava il sospetto che situazioni come quelle emerse a Venezia fossero molto più diffuse in Italia di quello che si poteva immaginare. Dunque lo scandalo dei manicomi veneziani non rimase chiuso in ambito locale, ma divenne un caso nazionale.
Grazie alla pressione dell'opinione pubblica, il 6 dicembre 1902 il ministro Giovanni Giolitti presentò un disegno di legge intitolato “Disposizione sui manicomi pubblici e privati”, quella che sarebbe diventata la legge n. 36 del 14 febbraio del 1904, istitutiva degli ospedali psichiatrici in Italia.
Se questo accadeva a livello nazionale, a livello locale lo scandalo del San Servolo del 1902 stimolò la proposta di costruzione di un manicomio più moderno a Treviso, capace di accogliere parte dei malati ricoverati a Venezia alleggerendo così le difficoltà che l'inchiesta Belmondo aveva evidenziato. Nel 1904 questa idea si iniziò a concretizzare.

## La costruzione e gli edifici
L'11 maggio 1904, in effetti, il Consiglio di amministrazione degli Istituti Pii, Ospedale Civile e Casa degli Esposti di Treviso deliberò "la cessione di un'area di sua proprietà alla provincia di Treviso per la costruzione del Manicomio. L'area [era] quella compresa tra la Cal di Breda, il rio Piavon e le risorgive della Storga, un fiume di pianura che, dopo un paio di chilometri, affluisce nel Sile: [si trattava di] un terreno molto ampio e isolato posto a circa 3 chilometri a nord-est della città".
Il 22 gennaio 1906 il Consiglio Provinciale di Treviso approvò il progetto di massima per la costruzione del manicomio e, contemporaneamente, deliberò l'acquisizione del terreno. Dopo le varie autorizzazioni e procedure burocratiche necessarie, il 12 giugno 1908 ebbero inizio i lavori di costruzione. Il 30 giugno 1911 la struttura iniziò a funzionare in modo parziale e, alla fine del 1913, raggiunse l'esercizio completo con 330 posti letto.

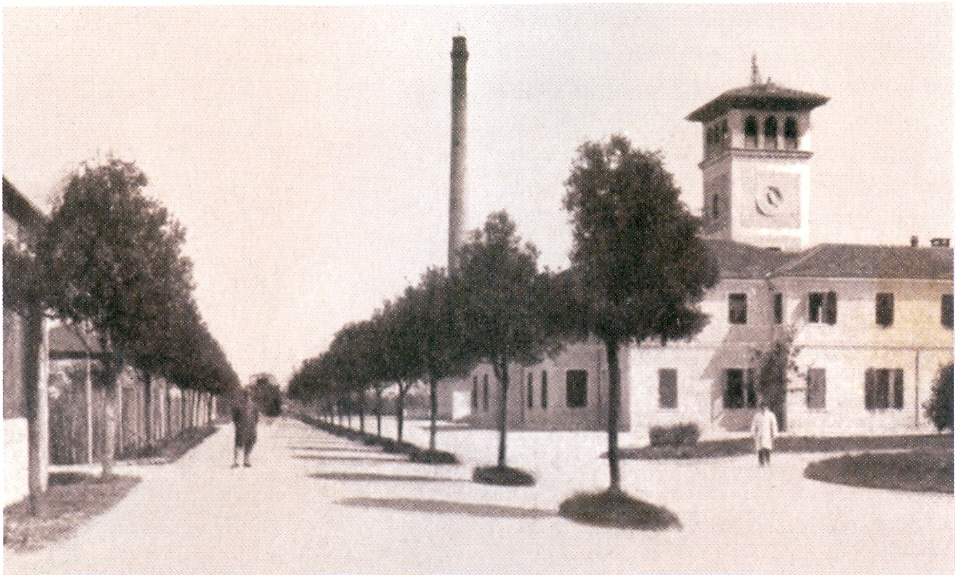
Viale dell'ospedale psichiatrico.

L'edificio ospedaliero si apriva con un cancello, che era rigorosamente chiuso sia alle persone esterne sia agli ospiti interni: era il simbolo della “restrizione”, dell'isolamento e della segregazione del malato. All'interno della recinzione l'Ospedale si sviluppava su un disegno simmetrico che prevedeva la separazione netta tra i vari padiglioni, ottenuta mediante viali alberati e spazi tenuti a giardino secondo geometrie tipiche di quel tempo che si ispiravano ai giardini all’italiana.

Maschi e femmine occupavano padiglioni separati e ognuna delle due sezioni comprendeva: un primo padiglione per l'osservazione-vigilanza con locali distinti per i malati in osservazione, per quelli pericolosi e per quelli in osservazione giudiziaria; un secondo padiglione con locali distinti per l'accettazione di malati tranquilli ed ambienti speciali ad uso infermeria; un terzo padiglione per alienati clamorosi a contegno disordinato; un ulteriore padiglione per malati dozzinanti (ossia quei malati che, potendosi permettere di pagare, erano trattati più favorevolmente sia dal punto di vista sanitario, sia dal punto di vista del vitto e dell'alloggio: le loro camere infatti potevano essere paragonabili a camere da letto di un albergo dell'epoca); un padiglione, infine, per l'isolamento delle malattie infettive, dato che nella prima metà del secolo scorso i vaccini non erano ancora molto diffusi e la permanenza in ambienti affollati come il manicomio facilitava la contaminazione.

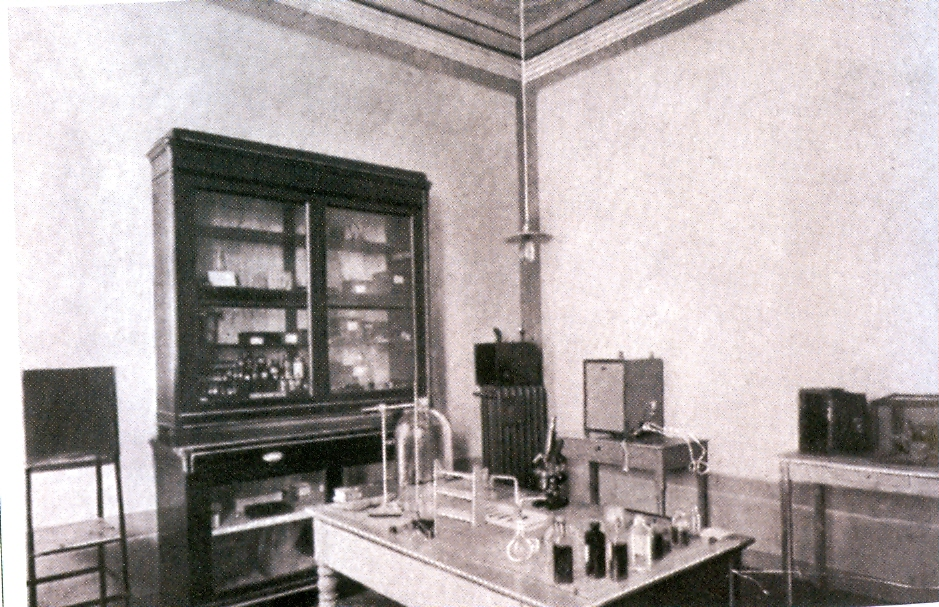
Gabinetto di microscopia.

In ogni padiglione al piano terreno si trovavano i locali per il refettorio e il soggiorno. Nei refettori vi erano grandi tavoli in legno accostati al muro, con una lastra pesante sopra e imbullonati a terra; anche le panche erano fissate al pavimento. I pasti e le bevande venivano serviti in scodelle e bicchieri di alluminio. Le posate, nel padiglione degli agitati, consistevano nel solo cucchiaio: per loro non c'erano né forchette né tantomeno coltelli. Tutti gli angoli e spigoli dei mobili erano arrotondati. Le finestre senza inferriate erano apribili solo dal personale di vigilanza, il quale era, tra l'altro, l'unico a poter controllare l'accensione e lo spegnimento della luce elettrica.
Erano previsti, poi, altri edifici adibiti allo svolgimento dei servizi generali: una costruzione centrale per gli uffici di direzione (in cui il direttore svolgeva il suo ruolo fondamentale: era a lui che scrivevano i pazienti per presentare le loro richieste e i familiari per chiederne il ricovero; sempre suo era l'impegno di firmare tutti gli atti amministrativi, sempre lui a decidere sul personale e sulle attività riabilitative) e di economato, per la biblioteca e per gli alloggi del personale sanitario ed amministrativo; un edificio per la cucina, la dispensa, i magazzini, le cantine, per il pastificio, per il panificio e per gli alloggi del personale di vigilanza; un edificio per la lavanderia a vapore, con apposito locale di disinfezione; la casa del direttore (egli alloggiava in quella che oggi si chiama villa Sogliani, dal nome da uno degli ultimi direttori dell'Ospedale Psichiatrico); reparti idroterapici annessi ad ogni padiglione degli ammalati; reparto per il gabinetto elettroterapico e per i gabinetti forniti del materiale necessario allo studio, alla diagnosi e alla cura dei malati; un reparto speciale per le autopsie degli alienati e per il museo antropologico; un padiglione a servizio della colonia agricola e reparti per laboratori industriali; e infine la chiesa, che si trova tuttora alla fine del lungo viale di ingresso: costruita nel 1913, ma operante solo a partire dal 1920 (vi andava a celebrare la messa il pievano della parrocchia trevigiana di S. Maria del Rovere), fu dedicata a San Giovanni di Dio, il fondatore quattrocentesco dell'ordine religioso ospedaliero dei Fatebenefratelli (lo stesso ordine che a lungo aveva retto il manicomio veneziano di San Servolo).

## Durante la guerra
La prima guerra mondiale segnò un punto di svolta rispetto all'evoluzione del lavoro e della vita degli psichiatri italiani. Infatti, la ricerca – che fino a quel momento, nei manicomi (oltre che nelle sedi universitarie), si conduceva esclusivamente attraverso lo studio post mortem dei cervelli dei malati – fu spostata in trincea, dove la clinica ottenne una maggior importanza rispetto all'anatomia patologica. Infatti, il conflitto bellico si rivelò uno straordinario laboratorio, un'esperienza psichiatrica senza precedenti per cui per la prima volta i medici della mente vennero a contatto con una patologia che sembrava non avere origini organiche ma puramente psicologiche: una “strana malattia” che fu infine denominata nevrosi traumatica ma alla quale all'inizio risultava complicato perfino dare un nome. Prima di arrivare, infatti, alla definizione finale, "nel nosocomio trevigiano [per esempio] furono usati una trentina di termini. Tra i più ricorrenti l'amenza […] nelle sue varie forme (apatica, allucinatoria, grave, lieve, in neuropatico) […], la demenza precoce (paranoica, ebefrenica, catatonica) […], le psicosi (alcolica, circolare, epilettica, di guerra, pellagrosa) […] e la malinconia".
I molti soldati che perdevano il lume della ragione venivano internati nelle stesse strutture psichiatriche nelle quali erano ricoverati i civili, causando tra l'altro un sovraffollamento nei manicomi.
È questo il caso del Sant'Artemio, che ospitò in tempo di guerra molti pazienti reduci dal fronte. Infatti "l'ospedale psichiatrico […] ebbe funzioni di ospedale militare di riserva fin dall'inizio della guerra e continuò ininterrottamente la sua attività fin tanto che la rotta dell'esercito italiano, che seguì l'offensiva austro-tedesca di Caporetto, non ne rese necessario lo sgombero e la sua ricostituzione a Medola di Borgo Panigale (Bologna), dove rimase in attività fino al 1919 per poi tornare nella sede originaria di Treviso".
Da alcune lettere dei ricoverati si nota come i disturbi psichici dei soldati fossero prevalentemente caratterizzati da reminiscenze degli avvenimenti della guerra: si accavallavano viste di trincee, di compagni caduti e di nemici: riferendosi ad esempio al paziente F.A. i medici trevigiani scrivono: "…si vede sempre davanti quei corpi lacerati sanguinanti… i rumori delle armi da fuoco gli toglievano il sonno e lo stordivano, aveva il desiderio di morire".
Gli stessi malati, in preda a alterazioni mentali si improvvisavano medici e cercavano di fare una diagnosi delle proprie insanità mentali; lo stesso F.A. scrive: "ronzio in testa di notte e di giorno, paragonabile al rumore di una cascata d'acqua… sensazione di spappolamento del cervello… palpitazioni tumultuose che mi tolgono il respiro e mi generano un'indicibile sofferenza".

## I pazienti
Sono stati molti i pazienti che, nel corso del tempo, sono passati dal Sant'Artemio. Dall'apertura dell'Ospedale fino al 1943 "i malati assistiti, compresi i recidivi, furono 15.440". Si può però ragionevolmente supporre che, nei circa settant'anni di funzionamento, il Sant'Artemio abbia accolto 40/45.000 persone.

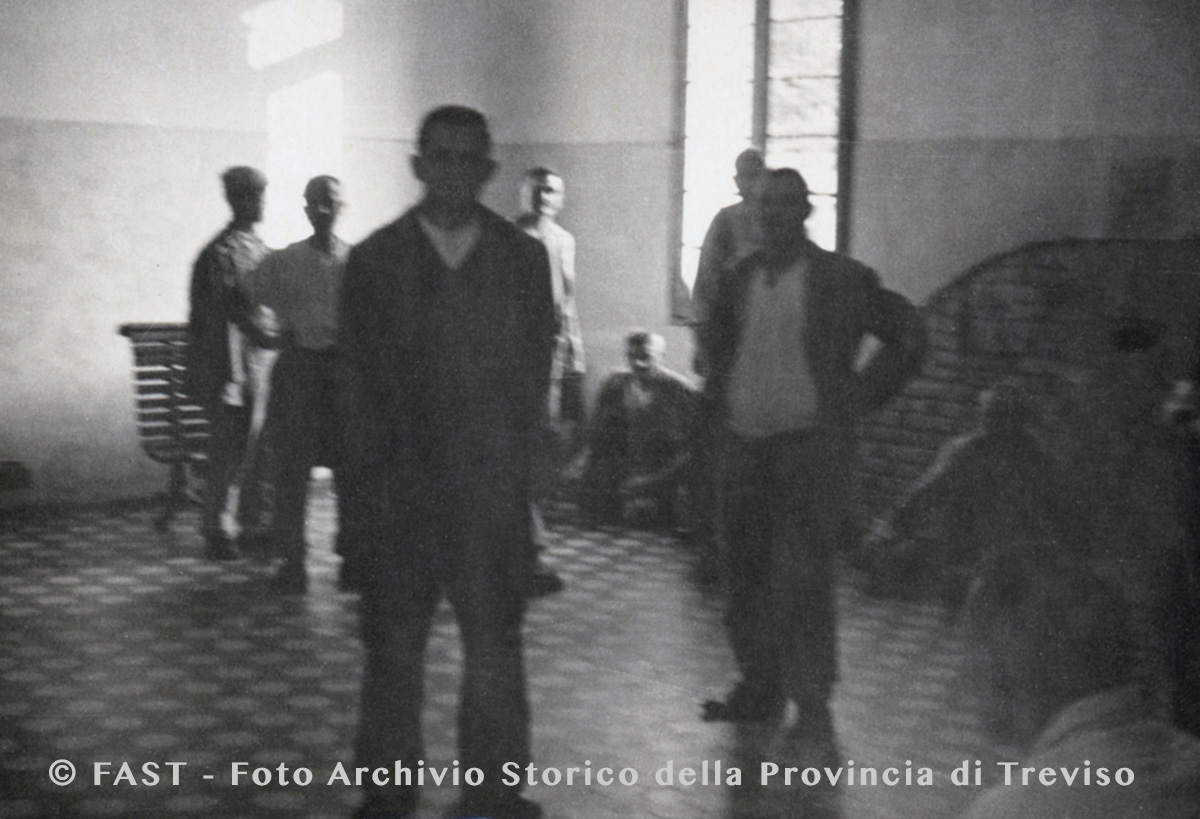
Pazienti del Sant'Artemio. Foto FAST.

All'atto del ricovero, dopo un periodo di osservazione, i pazienti venivano o dismessi o, più spesso, “smistati nei reparti di lungodegenza secondo un criterio legato essenzialmente alla loro capacità di adattamento alle regole istituzionali (quelli più «tranquilli» in certi reparti, quelli più «ribelli» e «protestatari» in altri reparti e così via". La gran parte dei ricoverati passava le giornate "secondo i ritmi della più scontata routine manicomiale: sveglia alle 7.30, colazione, attesa del medico, uscita al bar, ritorno in sala soggiorno o in cortile (d'estate), pranzo, attesa dell'uscita pomeridiana, bar, ritorno in sala soggiorno o in cortile, cena alle 18, permanenza in reparto in attesa" della terapia, alle 20 accesso alle camerate per la notte.
Nel Sant'Artemio hanno vissuto, patito e sono morti anche artisti. Oltre a Gino Rossi, pittore riconosciuto troppo tardi come geniale e importante personalità dotata di notevoli qualità artistiche nel panorama non solo trevigiano, possono essere ricordati i nomi anche di altri pittori, rimasti sconosciuti, vissuti e morti nell'ospedale trevigiano: il Cividati, il Melicchia, il Brustolon.
L'ex infermiere C.B. testimonia: "tra i malati ricordo un certo Cividati, bravo acquerellista: ho nove paesaggi a casa. Ricordo anche un altro pittore, morto nel 1965, qui all'Ospedale Psichiatrico: si chiamava Melicchia e anche di lui ho un quadro a olio".
O.G. dal canto suo afferma: "ricordo il pittore Brustolon, ricoverato al S. Artemio negli anni '60: era un triestino che io rifornivo regolarmente di pennelli e colori. Gli bastava poter dipingere: affrescava muri, componeva olii ed acquerelli, lavorava con le tempere. Ha affrescato tantissime pareti dei padiglioni e possedeva quasi mille quadri ad olio. Voleva anzi regalarli all'Ospedale Psichiatrico perché, avendo un tumore, sapeva di morire. Lo ricordo bene: era un po' curvo ed aveva un'intelligenza superiore alla media… solo che era spesso preda di allucinazioni tremende. Per questo era stato ricoverato".
Si riporta qui di seguito una testimonianza particolarmente significativa di una persona che, ora perfettamente guarita, ha vissuto l'esperienza dell'internamento presso il Sant'Artemio. Ricorda:

### Bambini
Consultando i registri dell'Ospedale, conservati nell'archivio dell'ULSS di Treviso, si può notare che si fa cenno ad alcuni battesimi celebrati all'interno del Sant'Artemio.
Nel periodo che va dal 1916 al 1955 sono registrati 18 battesimi, di cui 11 di bambini illegittimi o figli di ignoti.
Si possono fare solo delle ipotesi sui motivi per cui siano stati celebrati dei battesimi nel Sant'Artemio poiché non c'è alcuna documentazione:
- I bambini erano figli di madri malate incinte al momento del ricovero.
- Erano figli di donne ingravidate all'interno dell'Ospedale.
- Erano figli di madri non malate, ma incinte, portate a partorire in un luogo che garantiva assistenza e cura, anche se per un breve periodo.
- Erano figli di donne esterne non malate che venivano portati lì solo per il battesimo.
- Erano bambini per i quali era stato deciso l'abbandono da parte delle madri le quali non potevano o non volevano occuparsi di loro.

Altra notizia di minori presenti al Sant'Artemio sono le registrazioni di decessi di giovani e giovanissimi ricoverati. Che cosa ci facessero in un manicomio dei bambini e dei ragazzini può essere spiegato ipotizzando che poteva "trattarsi di malati in qualche modo psichiatrici, come in quegli anni erano considerati, ad esempio, anche i Down, gli insufficienti mentali, gli epilettici, i pluriminorati… Non si spiegano comunque questi ricoveri di minori in una struttura che si presume rivolta ad adulti, anziché in un normale ospedale civile pubblico o in altre istituzioni". Probabilmente occorre pensare a com'era la vita a Treviso e nella campagna trevigiana nei quarant'anni tra la metà degli anni dieci e la metà degli anni cinquanta: "una vita miserabile, squallida, condotta sul filo della sopravvivenza per gran parte della popolazione".

## Le cure

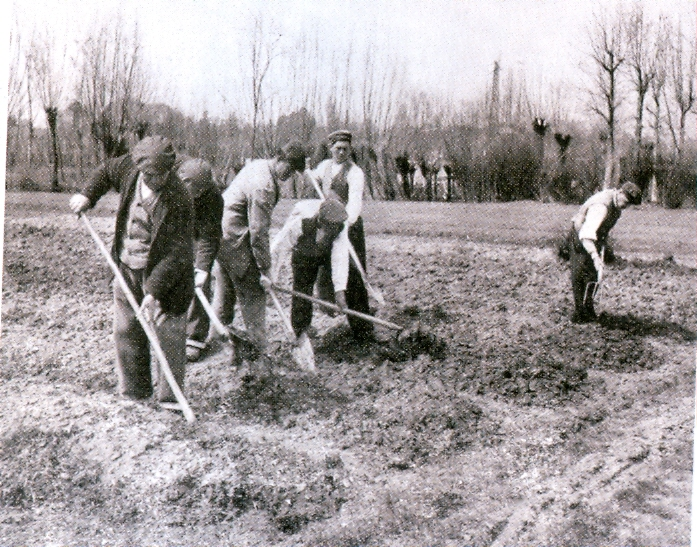
Ricoverati dell'ospedale psichiatrico che accudiscono a lavori agricoli a scopo di cura.

Nei primi decenni del Novecento le cure nei manicomi italiani erano quasi assenti: spesso le terapie erano legate a vecchie tradizioni.
I principali interventi erano la clinoterapia e l'idroterapia. La prima consisteva nel riposo forzato a letto; veniva applicata soprattutto ai casi di mania ed era sempre richiesta una sorveglianza. I malati, essendo obbligati all'immobilità, dovevano seguire un'alimentazione adeguata. Se il trattamento risultava inefficace, si passava all'idroterapia. Con questa terapia si eseguivano bagni (in acqua ad una temperatura compresa tra i 35 e i 37 gradi) che potevano durare anche ventiquattr'ore continuative; sulla testa dei pazienti inoltre veniva messa una borsa del ghiaccio. Nel caso in cui i pazienti risultassero violenti, contro altri individui ricoverati o contro il personale della struttura, venivano immobilizzati a letto con le camicie di forza.
Se anche l'idroterapia non portava miglioramenti, l'unica soluzione era la "somministrazione di sostanze sedative: bromuri di potassio, somnifèn per iniezione, veronal, luminal, e nei casi più gravi anche scopolamina, duboisina, joscina e, non da ultimo, la morfina, il più usato degli oppiacei, nonostante il rischio già rilevato di assuefazione".
Fino agli anni venti, però, era restata la terapia del lavoro, nota come “ergoterapia”, la grande risorsa manicomiale. Essa consisteva nel distogliere i malati di mente dai loro pensieri e nel dare loro l'illusione di essere ancora capaci di svolgere una mansione e produrre qualcosa. L'ergoterapia riportava dentro le mura manicomiali, oltre all'ordine e alla divisione del lavoro, la logica del dovere, della produttività e della retribuzione. I pazienti lavoravano regolarmente all'aria aperta e in modo continuativo per tutte le stagioni. Questo rendeva più sereni i malati, ridonando loro forza fisica e tranquillità psicologica. Le attività venivavo proposte ai pazienti in base a quelle che essi praticavano prima del ricovero. Potevano essere occupazioni di tipo artigianale, agricolo o domestico.
Per esempio, nei terreni agricoli annessi al manicomio trevigiano, venivano coltivati mais, foraggi, frumento, ortaggi che servivano non solo al bestiame e agli animali da cortile ma anche a quanti vivevano all'interno della “cittadella manicomiale”, che era così quasi del tutto autosufficiente dal punto di vista alimentare.

Oltre a queste attività l'ergoterapia al Sant'Artemio prevedeva: la lavorazione dei vimini; l'allevamento di bovini, cavalli e animali domestici; officine di fabbro, falegname, calzolaio e muratore; giardinaggio e manutenzione dei viali interni.

Quando però, a partire dall'immediato primo dopoguerra, la ricerca di vere e proprie terapie diventò l'argomento all'ordine del giorno nelle discussioni tra gli psichiatri, si cominciò a dubitare sull'efficacia dell'ergoterapia.

 Nei primi decenni del Novecento, infatti, ci fu l'introduzione di terapie somatiche e in particolare di terapie di shock come: la malarioterapia, l'insulinoterapia, la cardiazolterapia e l'elettroshock. Queste rimasero le principali risorse terapeutiche all'interno dei manicomi fino agli anni cinquanta (e in parte anche oltre), periodo in cui cominceranno a essere introdotti i primi psicofarmaci.
Già dal 1917 il neurologo Julius Wagner-Jauregg scoprì la malarioterapia o impaludazione, "la «prima arma» che gli psichiatri si sono costruiti per combattere la follia". Questo trattamento ebbe successo e si cominciò a praticarlo in vari paesi. La malarioterapia segnò una svolta nella teoria e nella pratica psichiatrica, sia perché si presentava come vero e proprio rimedio medico, sia perché costituiva un precedente che apriva la strada alla ricerca di terapie somatiche che, sulla base di quel modello, si prefiggevano di curare la malattia mentale a partire dall'idea di uno scontro/opposizione tra patologie.

Esse non agivano sulle cause delle malattie ma sul loro meccanismo, utilizzando "metodi sì biologici, ma patogenetici, e non eziologici". Furono presto evidenti i rischi, le controindicazioni e gli insuccessi, ma, anche se spesso inefficaci, queste terapie vennero accolte dagli psichiatri come mezzo curativo da utilizzare: solo grazie a questi metodi, infatti, i manicomi potevano trasformarsi in servizi di medicina attiva che permettevano di intervenire sulla malattia. E questo già bastava a giustificare il loro uso.
A Vienna nel 1935 il neurologo Manfred Sakel ottenne buoni risultati utilizzando l'insulinoterapia nella cura della schizofrenia. Questa terapia consisteva nel portare a digiuno il paziente e nel praticare varie iniezioni di insulina che venivano aumentate progressivamente, fino a procurare al malato uno shock ipoglicemico facendolo entrare in coma. Prima di perdere conoscenza il paziente cominciava ad agitarsi e a sudare abbondantemente. Dopo un'ora di coma veniva introdotta una sonda gastrica di 150 g di zucchero sciolti in 300 cm³ di acqua per il risveglio e la ripresa di coscienza. In alcuni casi, il risveglio veniva provocato con una iniezione di adrenalina. Dopo il risveglio il paziente cominciava a ragionare e si poteva intervenire avendo un colloquio sensato. Naturalmente per avere buoni risultati terapeutici erano necessari ripetuti shock insulinici.
L'anno successivo, nel 1936 il neurologo Ladislas Meduna creò una nuova terapia: lo shock cardiazolico, che sperimentò partendo dall'antagonismo biologico tra schizofrenia ed epilessia. Nel paziente si provocavano crisi convulsive epilettiche in pochi minuti, dopo aver iniettato per via endovenosa una soluzione di Cardiazol (questa terapia era considerata la più potente e irruente fra le cure di shock; infatti, prima della crisi, il malato poteva provare una sensazione di smarrimento, si sentiva sopraffatto dalla morte e, risolta la crisi, permaneva il ricordo di questi vissuti così negativi).
L'ultima cura utilizzata all'interno dei manicomi fu l'elettroshock o terapia elettroconvulsivante, messo a punto nel 1938 dal neurologo italiano Ugo Cerletti. Le ricerche di Cerletti erano partite da un esperimento sui maiali, fino ad arrivare ad un semplice apparecchio "costituito da un orologio interruttore che [regolava] il tempo di passaggio della corrente e da un reostato tarato per regolare la tensione"; esso causava nel paziente una violenta crisi convulsiva, senza però il rischio di fibrillazioni cardiache. In effetti, questa terapia era meno pericolosa del Cardiazol o dell'insulinoterapia, le quali inoltre avevano un elevato costo a causa delle sostanze e della difficoltà nell'individuazione del giusto dosaggio. Con l'elettroshock "lo shock agiva [...] sulle regioni profonde del sistema nervoso, regioni organizzate «filogeneticamente a guardia e difesa della vita». L'attacco epilettico, infatti, si presentava come uno «stato terrifico primordiale» che si sviluppava poi in un insieme di «violente primordiali reazioni di difesa organica»: reazioni nervose, umorali, biochimiche, endocrine, tutte regolate dalla parte diencefalica del sistema nervoso vegetativo".
Queste erano le terapie più utilizzate all'interno dei numerosi manicomi presenti in Italia e pure all'interno del Sant'Artemio di Treviso. Qui, infatti, vennero attrezzati diversi gabinetti proprio per la ricerca scientifica e per la somministrazione delle terapie. Per esempio, nei gabinetti di psicofisica, di sierologia e di microscopia venivano predisposte terapie come l'elettroshock, la malarioterapia e l'insulinoterapia. 

Questi tipi di cure in verità non solo erano scarsamente terapeutici, ma sovente portavano alla cronicizzazione del malato, aprendo così la via al suo internamento definitivo in manicomio. “Nel manicomio di Treviso, infatti, su 11 reparti psichiatrici ben 9 erano occupati da lungo-degenti e cronici”. Questa situazione comportò tra l'altro un progressivo aumento della popolazione manicomiale: “nel […] 1976 il numero dei ricoverati nelle strutture manicomiali del Trevigiano” – il Sant'Artemio più le sue succursali che nel corso del tempo erano state aperte per necessità a Mogliano Veneto, Oderzo, Valdobbiadene e Vittorio Veneto – “risultava raggiungere la considerevole cifra di 1253 persone [di cui] 550 al Sant'Artemio”.

## Regolamento organico
Secondo il Regolamento organico del manicomio provinciale di Treviso del 1911, la pianta organica del manicomio era composta da un direttore e da tre medici di sezione, da un economo, da un archivista e un applicato, da un cappellano incaricato degli uffici di culto, da infermieri di vigilanza, assistenza e custodia, da infermieri addetti ai servizi generali, ai laboratori industriali e alla colonia agricola.

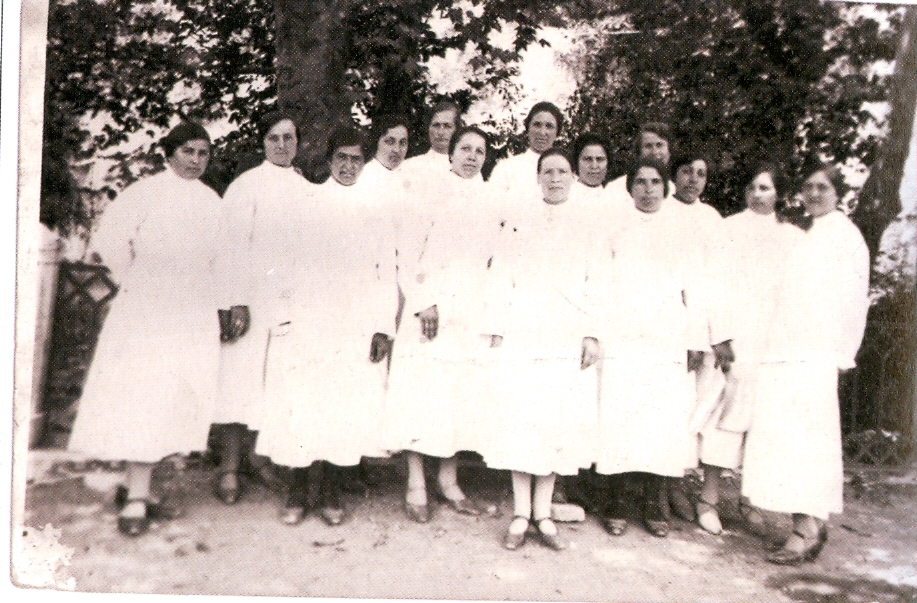
Infermiere al Sant'Artemio negli anni '50.

Gran parte di questo personale viveva all'interno della struttura: il Direttore, in una villa accanto all'ingresso, il primario e i medici nel corpo centrale, le suore in un edificio a parte in cui si trovava una piccola cappella.
Non si era ancora superata l'idea che la malattia mentale dovesse rimanere isolata e circoscritta: lo conferma il fatto che tutto il personale aveva l'obbligo di residenza all'interno dell'ospedale.

### Infermieri
Gli infermieri, fin dov'era possibile, vivendo all'interno del manicomio, avevano dei turni e degli orari impensabili ai nostri giorni: usufruivano di 23 ore di libera uscita per ogni periodo di quattro giorni di lavoro.

Negli anni venti l'Amministrazione sentì la necessità di provvedere alle abitazioni degli infermieri e dei dipendenti. Venne "costruito una specie di villaggio da allora noto come case infermieri del manicomio".

### Direttori

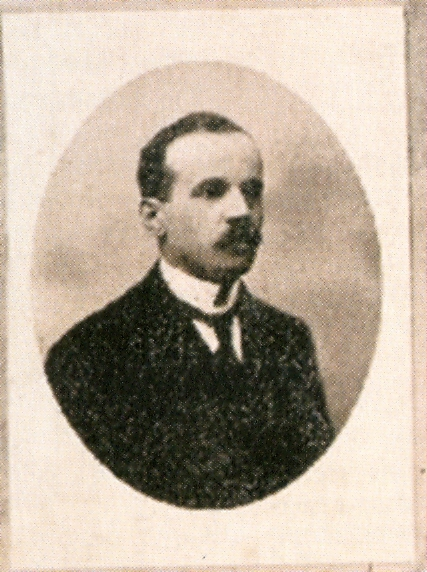
Il primo direttore Luigi Zanon Dal Bo'.

I Direttori che si succedettero furono parecchi nel corso dei circa settant'anni di funzionamento della struttura. Il primo fu Luigi Zanon Dal Bò (1876 – 1940). Venne nominato Direttore del Manicomio Provinciale il 1º maggio 1908. Visse quindi in prima persona tutto il periodo di impianto, di arredamento e di formazione del Sant'Artemio. Durante la Guerra del 1915 – 1918 ebbe l'incarico di organizzare all'interno del Manicomio l'ospedale della Croce Rossa Italiana. Operò al Sant'Artemio per ben 32 anni.
Gli succedette Alessandro Tronconi (1885 – 1961), che era stato medico di sezione già dal 1911, diventando nel 1913 primario della sezione uomini. Nel 1942 ottenne l'incarico di Direttore e mantenne il ruolo per 17 anni. Fu inoltre sindaco di Treviso per due legislature. Grazie ad alcune testimonianze si è venuti a conoscenza dell'aiuto che il prof. Tronconi offrì ad alcuni ebrei e ad altre persone perseguitate che, per sfuggire ai nazisti, vennero ricoverati nel Sant'Artemio con fasulle diagnosi di malattie psichiatriche; qui di seguito si riporta la testimonianza di Toni Benetton:
Tronconi ricoprì inoltre molteplici incarichi in seno al movimento cattolico, creandosi fama di uomo saggio e buono che tanto diede alla comunità.
Successivamente ci fu Giorgio Sogliani (1911 – 1999) che aveva iniziato la sua carriera psichiatrica nel 1936 come assistente nell'Ospedale Psichiatrico di Sondrio. In seguito alla scoperta da parte del prof. Cerletti dell'efficacia dell'elettroshockterapia, nel 1938 il prof. Sogliani fece costruire un apparecchio ad hoc. Negli anni cinquanta, periodo in cui furono prodotti i primi psicofarmaci, il prof. Sogliani fu uno dei primi ad utilizzarli in sostituzione dell'elettroshock. Questo professore inoltre, a Treviso, riuscì a portare dei cambiamenti importanti nel linguaggio della psichiatria come ad esempio la sostituzione del termine "manicomio" con quello di "ospedale" a significare che il malato mentale è un essere da curare e da inserire nell'ambito sociale senza venire emarginato isolandolo o rinchiudendolo. Negli anni sessanta ebbero inizio le prime dimissioni di pazienti in grado di vivere autonomamente in gruppo, in appartamenti protetti. Nel 1976 cessò la sua attività.
Dopo il professor Sogliani subentrò il prof. Rabassini, il quale mantenne l'incarico fino al 1978, anno in cui vennero promulgate le leggi che decretarono la chiusura dei manicomi.
Nel frattempo in Italia la rivoluzione psichiatrica aveva preso corpo in tutto il Paese.

## La rivoluzione psichiatrica
Come si sa, per la storia degli ospedali psichiatrici in Italia gli anni sessanta e settanta furono gli anni di Franco Basaglia e della sua esperienza anti-istituzionale a cui guardò il mondo intero.
Da Gorizia, dove Basaglia iniziò nel 1961 il suo primo esperimento sul versante dell'umanizzazione delle cure psichiatriche e della critica all'istituzione totale del manicomio, e poi da Trieste, dove Basaglia lavorò a partire dai primi anni settanta, la considerazione dei malati come persone iniziò a diffondersi a macchia d'olio in tutta la Penisola.
Il vento di rinnovamento antipsichiatrico che spirava dalla Venezia Giulia raggiunse, naturalmente, anche Treviso. Alle idee basagliane aderì presto – già a partire dalla prima metà degli anni settanta – un gruppo di operatori sanitari del Sant'Artemio che, nel 1974, arrivarono a costituire la sezione trevigiana di Psichiatria Democratica. In linea con le proposte di rinnovamento dell'assistenza psichiatrica che l'associazione fondata da Basaglia propugnava, il gruppo – promosso e coordinato dal dottor Paolo Romano e costituito da altri medici e operatori del Sant'Artemio – si proponeva di:
L'establishment psichiatrico e politico trevigiano, come spesso accadeva anche a livello nazionale presso altre realtà ospedaliere – sia per motivi economici che politici, oltre che per la semplice paura di mescolare i “matti” alla gente “normale” – giudicò eccessivamente estremistiche le opinioni e le prese di posizione del dottor Romano e dei suoi collaboratori in Psichiatria Democratica e operò per frenare la loro richiesta di trasformazione. Tuttavia, l'impegno dei basagliani trevigiani – fatto di partecipazione ai convegni organizzati sul territorio nazionale dalla loro associazione e di promozione e animazione di pubblici dibattiti sulla realtà della psichiatria e dell'assistenza psichiatrica a Treviso – portò nel 1975, in linea con le coeve esperienze triestine di Basaglia, a una prima esperienza di gestione alternativa e comunitaria di un reparto del Sant'Artemio, il reparto Convalescenti Uomini: furono organizzate assemblee comunitarie di reparto due volte alla settimana, "riunioni giornaliere di staff per una verifica di gruppo delle dinamiche emergenti sia a livello individuale che interpersonale nella vita di reparto [...], uscite in permesso individuali o in piccolo gruppo fuori dall'ospedale". Tutte iniziative, come si vede, orientate in due direzioni fondamentali: da un lato permettere a tutti di poter dire liberamente la loro proponendo istanze innovative sulla vita in ospedale, come ad esempio proposte per una occupazione più razionale del tempo libero e del lavoro; dall'altro collegare l'ospedale alla società spostando "l'asse dell'assistenza psichiatrica nel territorio" affrontando lì le cause sociali della malattia di mente e lì operando per un reinserimento abitativo, relazionale e lavorativo dei malati.

## Dopo la legge 180
La riforma dell'assistenza psichiatrica, sancita a livello nazionale dalla legge Basaglia, cominciò a realizzarsi a Treviso e provincia attraverso alcuni provvedimenti presi alla fine degli anni settanta: 1) il complesso edilizio del Sant'Artemio nel 1978 fu ceduto dalla Provincia di Treviso al Comune di Treviso per destinarlo a favore di quella che allora era l'appena istituita Unità Socio Sanitaria Locale n. 10 (oggi n. 2); 2) la creazione di servizi speciali psichiatrici con appositi posti letto all'interno degli ospedali civili di Treviso, Montebelluna, Oderzo e Conegliano; 3) l'istituzione, nel luglio del 1978, di un servizio psichiatrico territoriale presso l'ospedale civile di Treviso; 4) l'apertura per qualche ora alla settimana dei vecchi dispensari di igiene mentale ad Asolo, Castelfranco Veneto, Oderzo e Vittorio Veneto. A lavorare nella psichiatria trevigiana (incaricata di occuparsi dei bisogni di salute mentale di un territorio che allora contava circa 700.000 abitanti) era una "équipe di 30 operatori (5 medici e 25 paramedici)".
Il fatto è, inoltre, che l'ex ospedale psichiatrico del Sant'Artemio non era stato chiuso ma continuava a funzionare (questa situazione protraendosi addirittura fino agli anni 2003-2004) come struttura di accoglienza (di proprietà, come si è visto, dell'ULSS trevigiana) di quei malati cronici che venivano (e sono) denominati "residui psichiatrici". In effetti, ancora alla fine degli anni ottanta, dopo dieci anni dalla legge 180, "nulla era stato realizzato a Treviso in ordine al superamento dell'Ospedale Psichiatrico ed alla istituzione di presidi e servizi psichiatrici territoriali come centri diurni, comunità terapeutiche e appartamenti protetti".

Il rischio era quello dell'abbandono psichiatrico che aggravasse di molto la regressione istituzionale dei ricoverati, pregiudicandone le possibilità di riabilitazione. Nonostante questo, fortunatamente, i ricoverati del Sant'Artemio furono in realtà seguiti con la dovuta attenzione dai medici di medicina generale, dal servizio sociale e, soprattutto, dal personale infermieristico. Grazie a queste persone, in quel periodo, "ai ricoverati del Sant'Artemio fu assicurata una civile e decorosa assistenza".
La situazione si sbloccò solo verso la metà degli anni 1990 quando le finanziarie approvate in quegli anni dai governi in carica incominciarono a definire in modo dettagliato modalità e tempi per la chiusura degli Ospedali Psichiatrici e la creazione nel territorio dei Dipartimenti di Salute Mentale, prevedendo rilevanti penalizzazioni, fino alla rimozione dall'incarico, per i direttori delle ULSS che si fossero rivelati inadempienti.

Da quel momento fino a verso i primi anni duemila, i residui psichiatrici furono gradualmente trasferiti dal Sant'Artemio in altre strutture di accoglienza sul territorio (strutture del Dipartimento di Salute Mentale o, per i più anziani, Case di riposo) fino a che l'ex ospedale psichiatrico restò vuoto e abbandonato, in alcuni casi utilizzato come ricovero di fortuna da senzatetto o migranti privi di casa.

## Il recupero del complesso

### Fine anni 1980: le prime iniziative
I primi interventi di recupero del Sant'Artemio avvennero alla fine del 1987 quando l'Amministrazione Provinciale affidò ad una commissione formata da urbanisti, naturalisti, geologi, biologi e ingegneri l'incarico di progettare degli interventi per valorizzare l'area Storga.

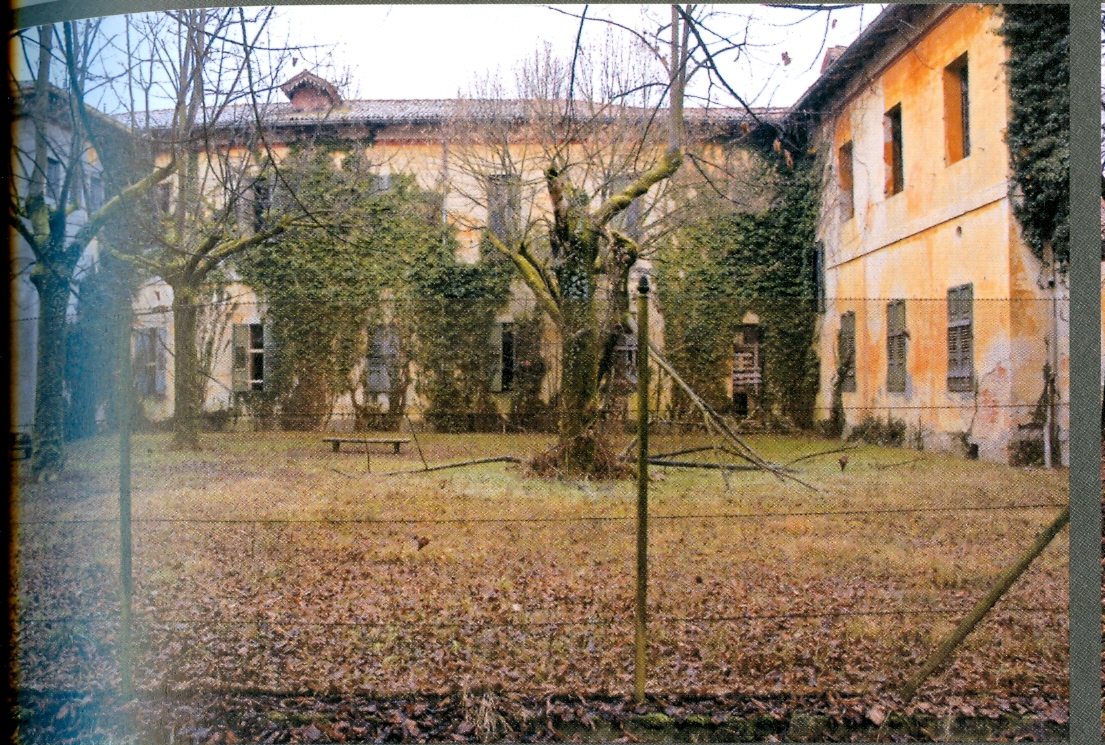
Veduta interna del complesso del Sant'Artemio nei primi anni 2000. Foto di Laura Cacciolato.

La commissione concretizzò il suo lavoro nel 1990 con il Programma Risorgive Storga che prevedeva dei percorsi naturalisitici guidati anche per i disabili, dei percorsi tematici, il ripristino di vecchie colture, alvei fluviali e vigneti, la costituzione di aree per la ripopolazione floro-faunistica e di un museo della civiltà contadina. Il Programma fu in effetti attuato e dal 2009 i quasi 70 ettari dell'ex colonia agricola del Sant'Artemio sono diventati l'area su cui insiste il Parco dello Storga.

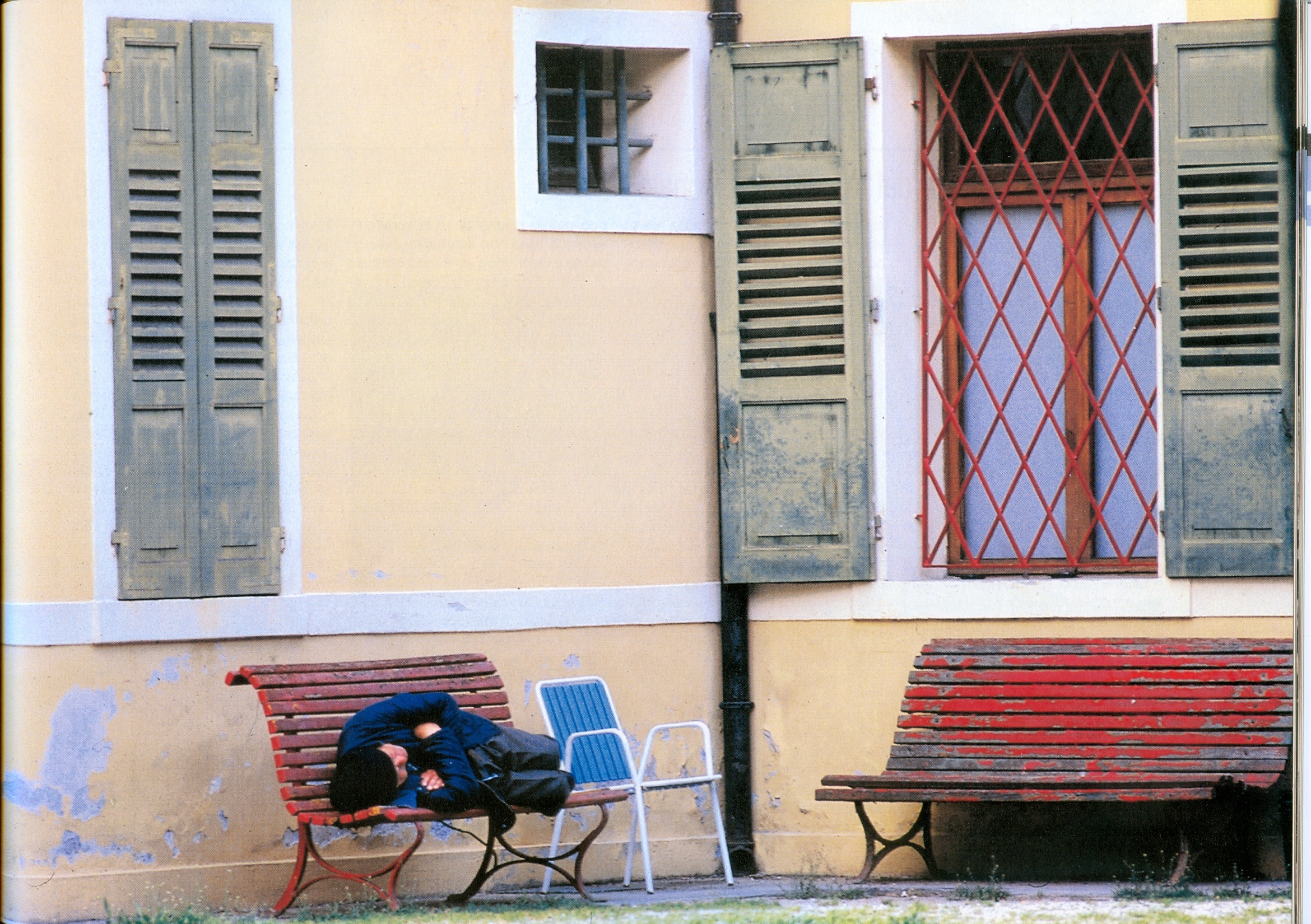
Scorcio del Sant'Artemio negli anni '90. Foto di Rudy Stangherlin.

### Anno 2007: cantiere della sede provinciale
Per quel che riguarda il complesso edilizio, dopo gli anni ottanta e novanta, durante i quali fu, come si è visto, praticamente abbandonato (solo nel 1992 venne ristrutturato e ampliato solamente uno dei padiglioni – fu denominato Condominio Aurora – per destinarlo a edificio residenziale per Gruppi-appartamento di pazienti psichiatrici), all'inizio del nuovo Millennio cominciarono a circolare voci di un cambio di destinazione d'uso dell'area, previsto nella variante di P.R.G. del Comune di Treviso, che avrebbe trasformato il Sant'Artemio in area residenziale-direzionale ad uso privato. Si costituirono allora comitati spontanei di cittadini contrari alla privatizzazione del Sant'Artemio e alla sua possibile metamorfosi in complesso destinato a ospitare appartamenti e uffici. Dopo un lungo e acceso dibattito cittadino ci fu, nel febbraio 2005, la svolta: infatti, l'Amministrazione Provinciale riacquistò il Sant'Artemio decidendo di farne la sede di tutti gli uffici dell'Ente Provincia di Treviso.

Il disegno del progetto, i lavori per la realizzazione del quale iniziarono nel 2007, ha riproposto il disegno degli spazi originari, caratterizzati da grandi aree verdi, create dall'incrocio di viali ortogonali fiancheggiati da lecci e tigli.

La recinzione che costeggiava il lungo viale d'ingresso e che separava gli ex padiglioni ospedalieri dalle aree verdi vicine alla Direzione Generale è stata rimossa e si è così creato un unico grande giardino pubblico.

Nel 2009 gli edifici e i padiglioni ristrutturati, su progetto dell'architetto Toni Follina, hanno accolto definitivamente tutti i servizi dell'Amministrazione Provinciale trevigiana. Nel 2011 hanno trovato accoglienza in due palazzine del complesso anche gli uffici amministrativi e l'archivio dell'Ufficio scolastico provinciale (ex provveditorato agli studi) di Treviso.

### Il Sant'Artemio oggi

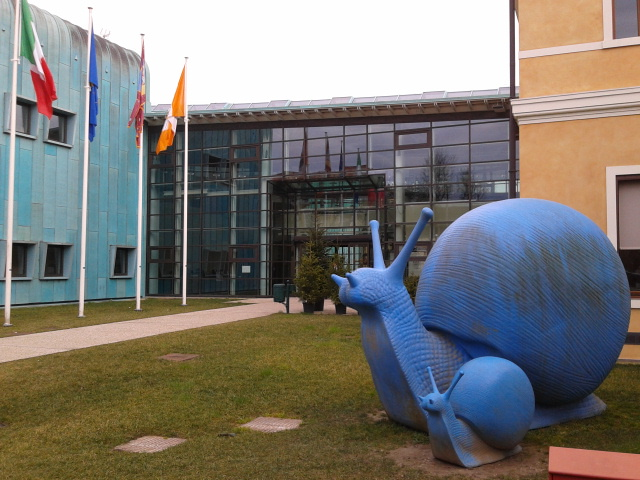
Scultura a forma di lumaca all'ingresso principale della sede dell'amministrazione provinciale

Osservando nel 2025 gli interventi di restauro e ampliamento del Sant'Artemio si nota subito che l'impianto architettonico originario – quello imposto dalla legislazione sanitaria dell'epoca della costruzione dell'edificio, agli inizi del XX secolo – è stato fondamentalmente rispettato.

Le nuove funzioni previste dall'Ente Provincia, che sono state collocate in modo equidistante dal “cuore” degli uffici provinciali, situato nell'ex edificio direzionale del Sant'Artemio, hanno comportato la necessità di ampliare alcuni edifici esistenti. Inoltre sono state realizzate delle passerelle metalliche sospese per collegare i padiglioni e permettere la connessione degli spazi di lavoro.

Le finiture e i materiali impiegati per questi interventi aggiuntivi rispetto a quelli di inizio '900 sono stati riproposti in maniera simile dappertutto per rendere visibile la diversità dell'intervento nuovo rispetto alla edificazione originaria: si è ottenuta in tal modo la percezione di due situazioni compositive differenti, corrispondenti a due momenti diversi della vita del complesso. Così, pur con i miglioramenti resi necessari dalle necessità attuali, ancora oggi chi visita il Sant'Artemio non deve faticare per immaginarsi com'era un tempo il complesso architettonico, quando in questo luogo viveva e soffriva la città dei matti.

## Galleria d'immagini

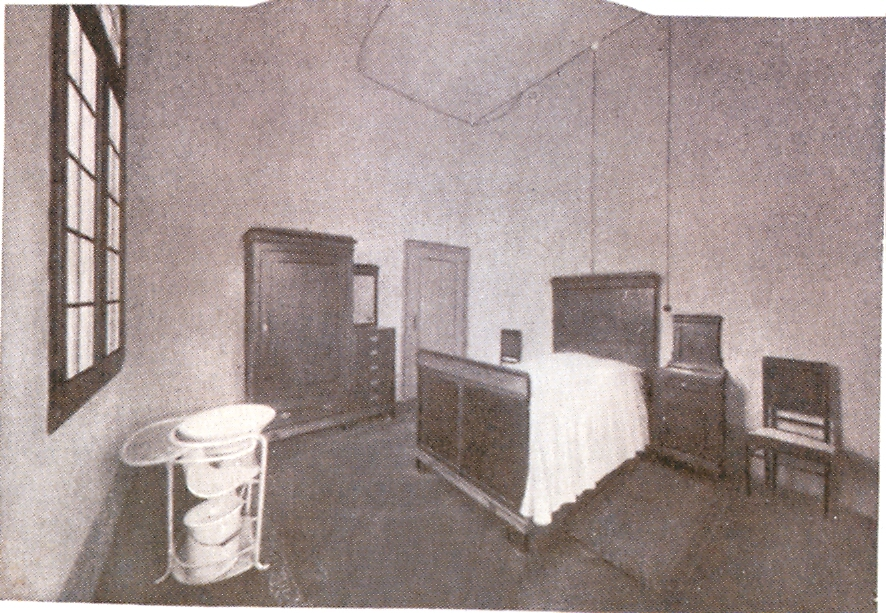
Camera dell'Ospedale psichiatrico.
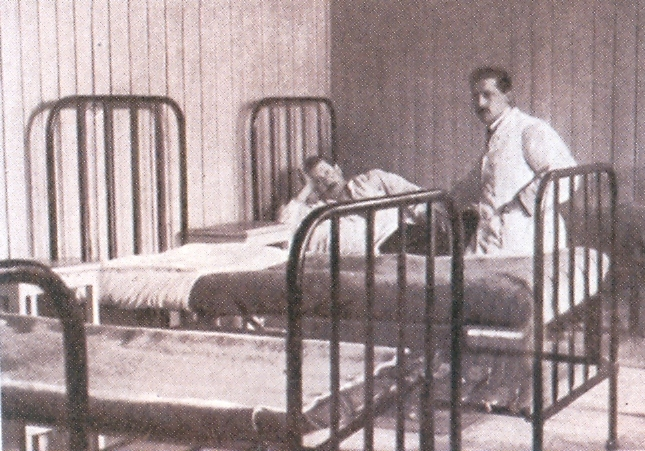
Paziente e dottore in camera dell'istituto psichiatrico.
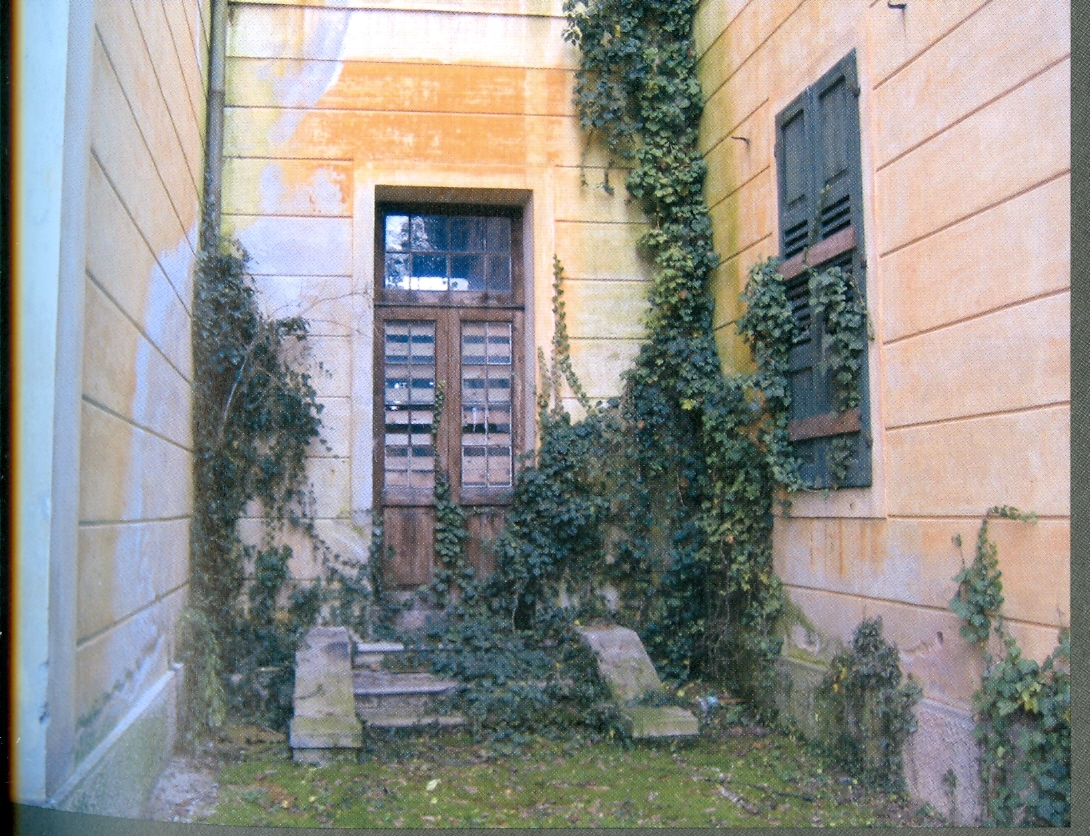
Veduta del Sant'Artemio nei primi anni 2000. Foto di Laura Cacciolato.
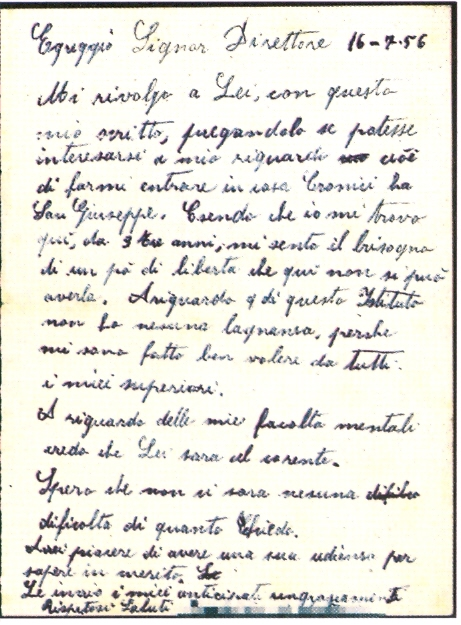
Lettera al direttore.
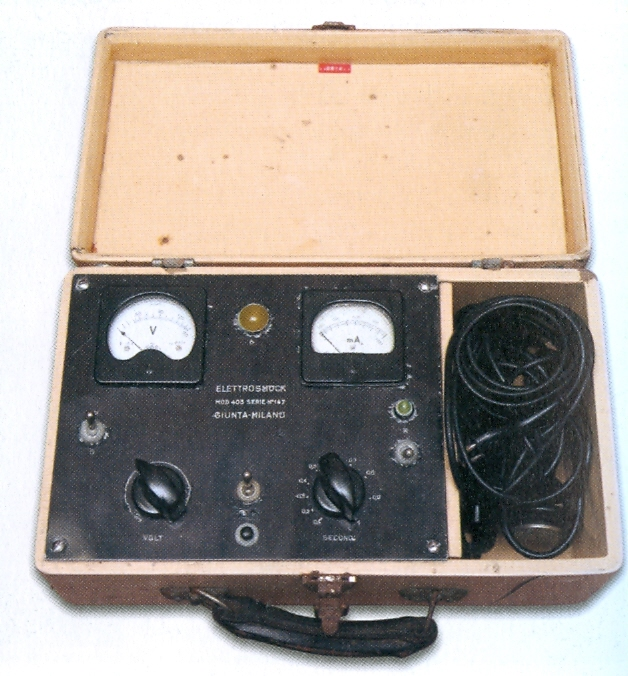
Apparecchio per l'elettroshock. Foto di Tony Nardin.
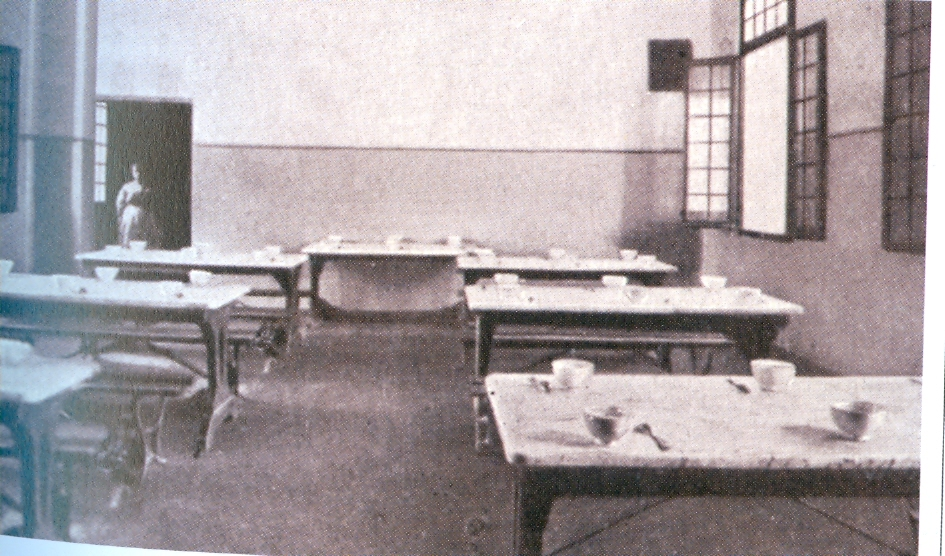
Mensa dell'ospedale psichiatrico.